# Seznam sopek Kamčatky a severní Asie
Toto je seznam sopek Kamčatky a severní Asie.

## Čína
| Název                      | Forma                | Výška (m) | Souřadnice   | Souřadnice    | Poslední erupce |
| Název                      | Forma                | Výška (m) | Zem. šířka   | Zem. délka    | Poslední erupce |
| -------------------------- | -------------------- | --------- | ------------ | ------------- | --------------- |
| Honggeertu                 | sopečné kužely       | 1 700     | 41°28'00'' N | 113°00'00'' E | ???             |
| Keluo                      | pyroklastické kužely | 670       | 49°22'00'' N | 125°55'00'' E | ???             |
| Kunlun                     | pyroklastické kužely | 5 808     | 35°31'00'' N | 80°12'00'' E  | 1951            |
| Longgang                   | sopečné kužely       | 1 000     | 42°20'00'' N | 126°30'00'' E | 1750            |
| Turfan                     | sopečný kužel        | ???       | 42°54'00'' N | 89°15'00'' E  | 1120            |
| vulkanické pole Jingpohu   | stratovulkán         | ~ 500     | 44°05'00'' N | 128°50'00'' E | 3460 př. n. l.  |
| vulkanické pole Tianšan    | ???                  | ???       | 42°30'00'' N | 82°30'00'' E  | 650             |
| vulkanické pole Wudalianči | sopečné kužely       | 597       | 48°43'00'' N | 126°07'00'' E | 1721            |

## Jižní Korea
| Název       | Forma          | Výška (m) | Souřadnice   | Souřadnice    | Poslední erupce |
| Název       | Forma          | Výška (m) | Zem. šířka   | Zem. délka    | Poslední erupce |
| ----------- | -------------- | --------- | ------------ | ------------- | --------------- |
| Hallasan    | štítový vulkán | 1 950     | 33°22'00'' N | 126°32'00'' E | 1007            |
| Song-inbong | stratovulkán   | 984       | 37°30'00'' N | 130°52'00'' E | 7350 př. n. l.  |

## Severní Korea
| Název            | Forma          | Výška (m) | Souřadnice   | Souřadnice    | Poslední erupce |
| Název            | Forma          | Výška (m) | Zem. šířka   | Zem. délka    | Poslední erupce |
| ---------------- | -------------- | --------- | ------------ | ------------- | --------------- |
| Čchung-njong-san | štítový vulkán | 452       | 38°20'00'' N | 127°20'00'' E | ???             |
| Pektusan         | stratovulkán   | 2 744     | 41°59'00'' N | 128°05'00'' E | 1702            |
| Xianjindao       | ???            | ???       | 41°20'00'' N | 128°00'00'' E | 1597            |

## Mongolsko
| Název                           | Forma            | Výška (m) | Souřadnice   | Souřadnice    | Poslední erupce |
| Název                           | Forma            | Výška (m) | Zem. šířka   | Zem. délka    | Poslední erupce |
| ------------------------------- | ---------------- | --------- | ------------ | ------------- | --------------- |
| Bus-Obo                         | sopečný kužel    | 1 162     | 47°07'00'' N | 109°05'00'' E | ???             |
| vulkanické pole Dariganga       | sopečné kužely   | 1 778     | 45°20'00'' N | 114°00'00'' E | ???             |
| vulkanické pole Khanui Gol      | sopečné kužely   | 1 886     | 48°40'00'' N | 102°45'00'' E | ???             |
| vulkanické pole střední Gobi    | sopečné kužely   | 1 120     | 45°17'00'' N | 106°42'00'' E | ???             |
| vulkanické pole Taryatu-Chulutu | bazaltové terasy | 2 400     | 48°10'00'' N | 99°42'00'' E  | 2980 př. n. l.  |

## Rusko
| Název                           | Forma                | Výška (m) | Souřadnice   | Souřadnice    | Poslední erupce |
| Název                           | Forma                | Výška (m) | Zem. šířka   | Zem. délka    | Poslední erupce |
| ------------------------------- | -------------------- | --------- | ------------ | ------------- | --------------- |
| Balagan-Tas                     | sopečný kužel        | 993       | 66°26'00'' N | 143°44'00'' E | 1775            |
| Oka plató                       | sopečné kužely       | 2 077     | 52°42'00'' N | 98°59'00'' E  | ???             |
| vulkanické pole Azas plató      | troskové kužely      | 2 765     | 52°31'00'' N | 98°36'00'' E  | ???             |
| vulkanické pole Tunkská deprese | sopečné kužely       | ~ 1 200   | 51°30'00'' N | 102°30'00'' E | ???             |
| vulkanické pole Sichote-Aliň    | trhlinové erupce     | ???       | 47°00'00'' N | 137°30'00'' E | ???             |
| vulkanické pole Udokan plató    | pyroklastické kužely | 2 180     | 56°17'00'' N | 117°46'00'' E | 220 př. n. l.   |

### Kamčatka
| Název                   | Forma                | Výška (m) | Souřadnice   | Souřadnice    | Poslední erupce |
| Název                   | Forma                | Výška (m) | Zem. šířka   | Zem. délka    | Poslední erupce |
| ----------------------- | -------------------- | --------- | ------------ | ------------- | --------------- |
| Achtang                 | štítový vulkán       | 1 956     | 55°26'00'' N | 158°39'00'' E | ???             |
| Akademija Nauk          | stratovulkán         | 1 180     | 53°59'00'' N | 157°27'00'' E | 1996            |
| Alněj-Čašakondža        | stratovulkán         | 2 598     | 56°42'00'' N | 159°39'00'' E | 1050 př. n. l.  |
| Alngej                  | stratovulkán         | 1 853     | 57°42'00'' N | 160°24'00'' E | ???             |
| Anaun                   | stratovulkán         | 1 828     | 56°19'00'' N | 158°50'00'' E | ???             |
| Atlasova                | štítový vulkán       | 1 764     | 57°34'00'' N | 160°31'00'' E | 1920            |
| Asača                   | komplexní vulkán     | 1 910     | 52°21'18'' N | 157°49'36'' E | ???             |
| Avačinská sopka         | stratovulkán         | 2 741     | 53°15'18'' N | 158°49'48'' E | 2001            |
| Bakening                | stratovulkán         | 2 278     | 53°54'18'' N | 158°04'00'' E | 550 př. n. l.   |
| Barchatnaja             | lávové dómy          | 870       | 52°49'24'' N | 158°16'00'' E | 3550 př. n. l.  |
| Beleňkaja               | stratovulkán         | 892       | 51°45'00'' N | 157°16'00'' E | ???             |
| Belyj                   | štítový vulkán       | 2 080     | 57°53'00'' N | 160°32'00'' E | ???             |
| Bezymjannyj             | stratovulkán         | 2 882     | 55°58'42'' N | 160°35'12'' E | 2005            |
| Blizněc                 | stratovulkán         | 1 244     | 56°58'00'' N | 159°47'00'' E | ???             |
| Bolše-Bannaja           | lávové dómy          | > 1 200   | 52°54'00'' N | 157°47'00'' E | ???             |
| Bolšoj-Kekukňanskij     | štítový vulkán       | 1 401     | 56°28'00'' N | 157°48'00'' E | ???             |
| Bolšoj Pajalpan         | štítový vulkán       | 1 906     | 55°53'00'' N | 157°47'00'' E | ???             |
| Bolšoj Semjačik         | stratovulkán         | 1 720     | 54°19'00'' N | 160°01'00'' E | 4450 př. n. l.  |
| Čerpuk                  | pyroklastické kužely | 1 868     | 55°33'00'' N | 157°28'00'' E | ???             |
| Čornyj                  | stratovulkán         | 1 778     | 56°49'00'' N | 159°40'00'' E | ???             |
| Dzenzur                 | stratovulkán         | 2 285     | 53°38'12'' N | 158°55'18'' E | ???             |
| Dikij Grebeň            | lávový dóm           | 1 070     | 51°26'00'' N | 157°00'00'' E | 350             |
| Fedotič                 | štítový vulkán       | 965       | 57°08'00'' N | 160°24'00'' E | ???             |
| Gamčen                  | komplexný vulkán     | 2 576     | 54°58'24'' N | 160°42'06'' E | 1050 př. n. l.  |
| Geodesistoj             | štítový vulkán       | 1 170     | 56°20'00'' N | 158°40'00'' E | ???             |
| Golaja                  | stratovulkán         | 858       | 52°15'45'' N | 157°47'12'' E | ???             |
| Gorelyj                 | kaldera              | 1 829     | 52°33'30'' N | 158°02'00'' E | 1986            |
| Gornij Institute        | stratovulkán         | 2 125     | 57°20'00'' N | 160°12'00'' E | ???             |
| Changar                 | stratovulkán         | 2 000     | 54°45'00'' N | 157°29'00'' E | 1500            |
| Chodutka                | stratovulkán         | 2 090     | 52°03'45'' N | 157°42'12'' E | 300 př. n. l.   |
| Iktunup                 | štítový vulkán       | ~ 2 300   | 58°05'00'' N | 160°46'00'' E | ???             |
| Iljinskij               | stratovulkán         | 1 578     | 51°29'24'' N | 157°12'00'' E | 1901            |
| Ičinskij                | stratovulkán         | 3 621     | 55°41'00'' N | 157°44'00'' E | ???             |
| Jeggella                | štítový vulkán       | 1 046     | 56°34'00'' N | 158°31'00'' E | ???             |
| Jelovskij               | stratovulkán         | 1 381     | 57°32'00'' N | 160°32'00'' E | 6500 př. n. l.  |
| Jettunup                | štítový vulkán       | 1 340     | 58°24'00'' N | 161°05'00'' E | ???             |
| Kajlenej                | štítový vulkán       | 1 582     | 57°48'00'' N | 160°40'00'' E | ???             |
| Kambalnyj               | stratovulkán         | 2 156     | 51°18'00'' N | 156°52'00'' E | ???             |
| Kameň                   | stratovulkán         | 4 585     | 56°01'00'' N | 150°35'36'' E | ???             |
| Karymská sopka          | stratovulkán         | 1 536     | 54°03'00'' N | 159°26'00'' E | 2007            |
| Kebeněj                 | štítový vulkán       | 1 527     | 57°06'00'' N | 159°56'00'' E | ???             |
| Kekurnyj                | štítový vulkán       | 1 377     | 56°24'00'' N | 158°51'00'' E | ???             |
| Kellja                  | stratovulkán         | > 900     | 51°39'00'' N | 157°21'00'' E | ???             |
| Kichpinyč               | stratovulkán         | 1 552     | 54°29'12'' N | 160°15'12'' E | 1550            |
| Kizimen                 | stratovulkán         | 2 376     | 55°07'48'' N | 160°19'00'' E | 1928            |
| Ključevskaja            | stratovulkán         | 4 835     | 56°03'24'' N | 160°38'18'' E | 2007            |
| Komarov                 | stratovulkán         | 2 070     | 55°01'54'' N | 160°43'12'' E | 450 př. n. l.   |
| Korjacká sopka          | stratovulkán         | 3 456     | 53°19'12'' N | 158°41'18'' E | 1957            |
| Kostakan                | sopečné kužely       | 1 150     | 53°50'00'' N | 158°03'00'' E | 1350            |
| Košelev                 | stratovulkán         | 1 812     | 51°21'24'' N | 156°45'00'' E | 1690            |
| Kozyrevskij             | štítový vulkán       | 2 016     | 55°35'00'' N | 158°23'00'' E | ???             |
| Krajnyj                 | štítový vulkán       | 1 554     | 56°22'00'' N | 159°02'00'' E | ???             |
| Krašeninnikov           | kaldera              | 1 856     | 54°35'36'' N | 160°16'24'' E | 1550            |
| Kronocká sopka          | stratovulkán         | 3 528     | 54°45'12'' N | 160°31'36'' E | 1923            |
| Ksudač                  | stratovulkán         | 1 079     | 51°48'00'' N | 157°32'00'' E | 1907            |
| Kulkev                  | štítový vulkán       | 915       | 56°22'00'' N | 158°22'00'' E | ???             |
| Kurilské jezero         | kaldera              | 81        | 51°27'00'' N | 157°07'00'' E | 6440 př. n. l.  |
| Leutongej               | štítový vulkán       | 1 333     | 57°18'00'' N | 159°50'00'' E | ???             |
| Malyj Pajalpan          | štítový vulkán       | 1 802     | 54°30'00'' N | 157°59'00'' E | ???             |
| Malyj Semjačik          | kaldera              | 1 560     | 54°08'00'' N | 159°40'00'' E | 1952            |
| Maškovcev               | stratovulkán         | 503       | 51°06'00'' N | 156°43'00'' E | ???             |
| Meždusopočnyj           | štítový vulkán       | 1 641     | 57°28'00'' N | 160°15'00'' E | ???             |
| Mutnovskyj              | komplexný vulkán     | 2 322     | 52°27'12'' N | 158°11'42'' E | 2000            |
| Opala                   | stratovulkán         | 2 475     | 52°32'36'' N | 157°20'06'' E | 610             |
| Ostaněc                 | štítový vulkán       | 719       | 52°08'45'' N | 157°19'18'' E | ???             |
| Ostryj                  | stratovulkán         | 2 552     | 58°11'00'' N | 160°49'00'' E | ???             |
| Otdělnyj                | štítový vulkán       | 791       | 52°13'12'' N | 157°25'42'' E | ???             |
| Ozernoj                 | štítový vulkán       | 562       | 51°53'00'' N | 157°23'00'' E | ???             |
| Piip                    | podmořský vulkán     | - 300     | 55°25'00'' N | 167°20'00'' E | 5050 př. n. l.  |
| Piratkovskij            | stratovulkán         | 1 322     | 52°06'45'' N | 157°50'55'' E | ???             |
| Ploskij                 | štítový vulkán       | 1 236     | 55°12'00'' N | 158°28'00'' E | ???             |
| Ploskij                 | štítový vulkán       | 1 255     | 57°50'00'' N | 160°15'00'' E | ???             |
| Pograničnyj             | štítový vulkán       | 1 427     | 56°51'00'' N | 159°48'00'' E | ???             |
| Romanovka               | stratovulkán         | 1 442     | 55°39'00'' N | 158°48'00'' E | ???             |
| Sedankinskij            | štítový vulkán       | 1 241     | 57°14'00'' N | 160°05'00'' E | ???             |
| Severnyj                | štítový vulkán       | 1 936     | 58°17'00'' N | 160°52'00'' E | ???             |
| Sněgovoj                | štítový vulkán       | 2 169     | 58°12'00'' N | 160°58'00'' E | ???             |
| Sněžnyj                 | štítový vulkán       | 2 169     | 58°01'00'' N | 160°45'00'' E | ???             |
| Šišel                   | štítový vulkán       | 2 525     | 57°27'00'' N | 160°22'00'' E | ???             |
| Šiveluč                 | stratovulkán         | 3 283     | 56°39'12'' N | 161°21'36'' E | 2007            |
| Šmidt                   | štítový vulkán       | 2 020     | 54°55'00'' N | 160°38'00'' E | ???             |
| Taunšic                 | stratovulkán         | 2 353     | 54°32'00'' N | 159°48'00'' E | 550 př. n. l.   |
| Titila                  | štítový vulkán       | 1 559     | 57°24'00'' N | 160°06'00'' E | ???             |
| Tolbačik                | štítový vulkán       | 3 682     | 55°49'48'' N | 160°19'48'' E | 1976            |
| Tolmačov Dol            | sopečné kužele       | 1 021     | 52°38'00'' N | 157°35'00'' E | 300             |
| Tuzovskij               | štítový vulkán       | 1 533     | 57°19'00'' N | 159°58'00'' E | ???             |
| Udina                   | stratovulkán         | 2 923     | 55°45'18'' N | 160°31'36'' E | ???             |
| Uka                     | štítový vulkán       | 1 643     | 57°42'00'' N | 160°35'00'' E | ???             |
| Uksičan                 | štítový vulkán       | 1 692     | 56°05'00'' N | 158°23'00'' E | ???             |
| Uškovskij               | složený vulkán       | 3 943     | 56°04'13'' N | 160°28'12'' E | 1890            |
| Uzon                    | kaldera              | 1 617     | 54°30'00'' N | 159°58'00'' E | 5700 př. n. l.  |
| Veer                    | troskové kužely      | ~ 520     | 53°45'00'' N | 158°27'00'' E | 390             |
| Verchovoj               | štítový vulkán       | > 1400    | 56°31'00'' N | 159°32'00'' E | ???             |
| Viljučik                | stratovulkán         | 2 173     | 52°41'00'' N | 158°18'00'' E | 8050 př. n. l.  |
| Vysokij                 | stratovulkán         | 1 234     | 52°26'00'' N | 157°56'00'' E | ???             |
| Vojampoľskij            | štítový vulkán       | 1 225     | 58°22'00'' N | 160°37'00'' E | ???             |
| vulkanické pole Olkovij | pyroklastické kužely | 681       | 52°01'00'' N | 157°32'00'' E | ???             |
| Vysokij                 | stratovulkán         | 2 161     | 55°04'00'' N | 160°46'00'' E | 50 př. n. l.    |
| Zaozernij               | štítový vulkán       | 1 349     | 56°53'00'' N | 159°57'00'' E | ???             |
| Zavarickij              | sopečné kužely       | 1 567     | 53°54'18'' N | 158°23'06'' E | 800 př. n. l.   |
| Zimina                  | stratovulkán         | 3 081     | 55°51'42'' N | 160°36'12'' E | ???             |
| Želtovskij              | stratovulkán         | 1 953     | 51°34'00'' N | 157°19'24'' E | 1972            |
| Županovskij             | stratovulkán         | 2 958     | 53°35'24'' N | 159°08'48'' E | 1959            |